# استیون بوچکو
استیون بوچکو (انگلیسی: Steven Bochco؛ زادهٔ ۱۶ دسامبر ۱۹۴۳ – درگذشته ۱ آوریل ۲۰۱۸) فیلم‌نامه‌نویس و تهیه‌کننده تلویزیونی لهستانی‌تبار یهودی اهل ایالات متحده آمریکا بود.
از فیلم‌ها یا برنامه‌های تلویزیونی که وی در آن نقش داشته است، می‌توان به فاک و مرد نامرئی اشاره کرد.
وی همچنین برنده جوایزی همچون جایزه امی ساعات پربیننده و جایزه ادگار شده است.